# Långtjärnen (Nås socken, Dalarna, 669473-142257)
Långtjärnen är en sjö i Vansbro kommun i Dalarna och ingår i Dalälvens huvudavrinningsområde.